# Quartier du Val-de-Grâce
Le quartier du Val-de-Grâce est le 19e quartier administratif de Paris situé dans le 5e arrondissement.

## Délimitations
Le quartier du Val-de-Grâce est délimité par le boulevard de Port-Royal au sud, le boulevard Saint-Michel à l'ouest, la rue Soufflot, la rue des Fossés-Saint-Jacques et la rue de l'Estrapade au nord, et les rue Mouffetard et rue Pascal à l'est.

Les quartiers du 5e arrondissement.
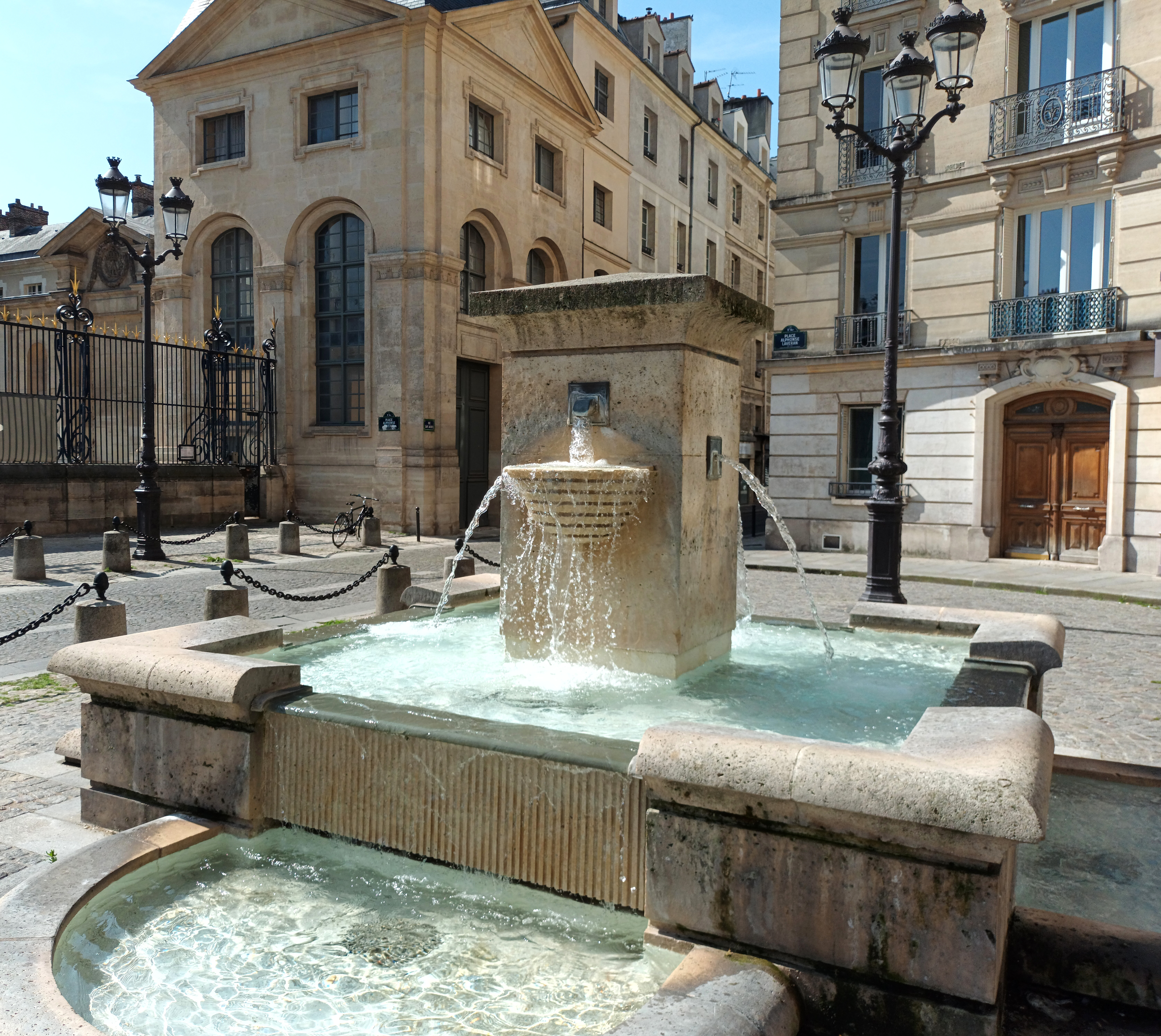
Fontaine de la place Alphonse-Laveran, rue Saint-Jacques.

## Sites particuliers
Parmi les sites du quartier, on trouve l'hôpital du Val-de-Grâce et son église, des lieux de cultes :
- l'église du Val-de-Grâce, rue Saint-Jacques ;
- l'église Saint-Jacques-du-Haut-Pas, rue Saint-Jacques ;
- l'église évangélique Saint-Marcel, rue Pierre-Nicole ;

…et aussi de prestigieux établissements d'enseignement supérieur et de recherche :
- l'École normale supérieure, rue d'Ulm ;
- l'École nationale supérieure des arts décoratifs, rue d'Ulm ;
- la Schola Cantorum, rue Saint-Jacques ;
- l'Institut national des jeunes sourds, rue Saint-Jacques ;
- l'Institut national d'étude du travail et d'orientation professionnelle du Conservatoire national des arts et métiers, rue Claude-Bernard ;
- l'Institut national agronomique, rue Claude-Bernard ;
- l'École supérieure de physique et de chimie industrielles de la ville de Paris, rue Vauquelin ;
- le campus Pierre-et-Marie-Curie (Val-de-Grâce) de Sorbonne Université[2] comprenant[3] :
  - l'Institut Curie, rue d'Ulm et rue Lhomond, comprenant l'ancien institut du radium devenu musée Curie, rue Pierre-et-Marie-Curie, et les pavillons « Pasteur » et « Trouillet-Rossignol » de l'hôpital Curie, rue d'Ulm et rue Louis-Thuillier ;
  - l'Institut mathématique « Henri-Poincaré » du CNRS-UPMC[4] ;
  - la Fondation sciences mathématiques de Paris[5], la Société mathématique de France et la Société de mathématiques appliquées et industrielles ;
  - l'Institut de biologie physico-chimique du CNRS, rue Pierre-et-Marie-Curie ;
  - l'École nationale supérieure de chimie de Paris de l'Université Paris sciences et lettres ;
  - l'Institut de géographie et la Maison de l'Océan, rue Saint-Jacques.
- Les souterrains du Val-de-Grâce, accès direct aux anciennes carrières de Paris, communément surnommées "Catacombes de Paris".

## Histoire
Dans l’Antiquité tardive, cette zone urbaine de la période romaine de Lutèce, située sur la montagne Sainte-Geneviève, est progressivement abandonnée. Il faudra attendre quatorze siècles avec la construction en 1632 du couvent de la Visitation Sainte-Marie sur les plans de François Mansart, pour que la ville s'étende à nouveau sur ce terrain le long de la rue du Faubourg-Saint-Jacques (actuelle rue Saint-Jacques). Le plan le plus ancien conservé, dit « de Bâle » de 1550 montre une zone de cultures peu bâtie au sud de l'enceinte de Philippe Auguste (emplacement des rues des Fossés-Saint-Jacques et Malebranche).
Le couvent de la Visitation est fermé en 1790 et mis en vente en 1797. C'est aussi la Révolution française qui, le 30 floréal an IV (19 mai 1796) fonde l'« École du Val-de-Grâce ». Les religieuses de Saint-Michel ou religieuses de Notre-Dame de Charité rachètent le domaine de l'ancien couvent de la Visitation pour y établir une « maison de correction » pour filles. Celle-ci ferme en 1887 et en 1903 les religieuses quittent et mettant en vente leur propriété, acquise par l'université de Paris qui en fait un campus. Les bâtiments du couvent sont rasés au cours des années suivantes. 
Sous le Second Empire, le 9 août 1850, est fondée l'« École impériale d'application de médecine et de pharmacie militaires ». En 1979, l’hôpital libère l'abbaye du Val-de-Grâce pour s'installer dans un nouveau bâtiment imaginé par l'architecte André Chatelin,. Depuis cette date, l'école occupe la totalité de l'ensemble conventuel. En 1993, elle devient « École d'application du Service de santé des armées » et constitue le premier « centre hospitalier universitaire » militaire français.